# Хордан Сьєрра
Хордан Сьєрра (ісп. Jordan Sierra, нар. 23 квітня 1997, Манта) — еквадорський футболіст, захисник мексиканського клубу «УАНЛ Тигрес» та національної збірної Еквадору.

## Клубна кар'єра
Народився 23 квітня 1997 року в місті Манта. Вихованець футбольної школи клубу «Манта». Дорослу футбольну кар'єру розпочав 2014 року в основній команді того ж клубу, в якій провів один сезон, зігравши лише у 2 іграх.
2015 року Сьєрра перейшов у «Дельфін», де відіграв наступні три сезони своєї ігрової кар'єри. Більшість часу, проведеного у складі «Дельфіна», був основним гравцем захисту команди.
На початку 2018 року Сьєрра став гравцем мексиканського клубу «УАНЛ Тигрес», який віддавав його в оренду спочатку у «Лобос БУАП», а потім і у «Керетаро».
На початку 2020 року Хордан повернувся в «УАНЛ Тигрес» з яким у тому ж році виграв і Лігу чемпіонів КОНКАКАФ. Це дозволило футболісту з командою поїхати на клубний чемпіонат світу в Катарі, де Сьєрра зіграв у двох матчах і став з мексиканцями віце-чемпіоном світу. Станом на 12 лютого 2021 року відіграв за монтеррейську команду 13 матчів в національному чемпіонаті.

## Виступи за збірні
2017 року залучався до складу молодіжної збірної Еквадору, з якою завоював срібні медалі домашнього молодіжного чемпіонату Південної Америки. На турнірі він зіграв у дев'яти матчах і в грі проти Чилі (1:1) забив гол. Цей результат дозволив команді поїхати і на молодіжний чемпіонат світу в Південній Кореї, що пройшов того ж року. Там Сьєрра зіграв у всіх трьох матчах, але еквадорці посіли останнє місце у групі.
23 лютого 2017 року дебютував в офіційних іграх у складі національної збірної Еквадору в товариському матчі проти збірної Гондурасу (3:1).

## Титули і досягнення
- Переможець Ліги чемпіонів КОНКАКАФ (1):

«УАНЛ Тигрес»: 2020